# アストラギウス銀河
アストラギウス銀河（アストラギウスぎんが）は、アニメ『装甲騎兵ボトムズ』、およびその外伝作品の舞台となっている架空の銀河。

## 概説
『装甲騎兵ボトムズ』の舞台となる銀河。『ボトムズ』以外にも、OVA『機甲猟兵メロウリンク』、『青の騎士ベルゼルガ物語』、『装甲騎兵ボトムズ コマンドフォークト』などの小説作品、さらに300年が経過した世界を描いた小説『equal ガネシス』の舞台となっている。この内、『青の騎士ベルゼルガ物語』ではその前日談『兇兵器ヴァン・ヴィール』を介することで、アストラギウス銀河は我々の生きる宇宙と同一の世界の遠い未来であることになっているが、同作品はパラレルワールドの意味合いが強いので、その点には留意する必要がある。
外周から中心部まで約13万光年におよぶ渦状銀河で銀河各地に広く人類が分布している。中心部に近い惑星クエントにて超古代文明（クエント文明）が発達。そこから派生した異能者の手により銀河各地の文明が発展し、のちにギルガメス、バララントの二大勢力によって銀河は分割統治されるようになる。
ギルガメスとバララントはさらなる領土獲得を目論んで衝突を起こしており、それが数度にわたる銀河大戦へと進展し、多くの生命を失い、また多くの惑星を居住不可能な不毛の惑星へと変えている。特に第3次銀河大戦は、これまでの大戦とは比較にならないほど激しい戦いが百年も続いたことから、百年戦争と呼ばれている。また、人型機動兵器である「アーマードトルーパー（AT）」が初めて実戦に投入されており、各地で凄惨な戦いが繰り広げられた。
この銀河の世界は、高度な恒星間航行技術やテラフォーミング技術が普及している反面、人々の生活水準や文明レベルは20世紀後半から21世紀初頭の地球のそれと大差がない。またその人類の大半は、汎銀河的宗教結社マーティアルの教義を信奉しており、その影響下にあり架空の銀河、文明圏ではあるのだが、「コーヒー」「紅茶」「ワイン」「ビール」「麦茶」「鰹節」「しゃぶしゃぶ」といった、現実の日本人に馴染み深い食品が存在する。

## 主な惑星・星系

### ギルガメス
ギルガメス陣営に所属する惑星や宙域の勢力。
オドン
レッドショルダー部隊の秘密訓練基地があった辺境の惑星。標準的な可住惑星と比べて空気が薄く重力が強いため、そこにいるだけで心肺機能が鍛えられる。大量に散布されたチャフと妨害電波のために衛星軌道上から地上を走査することが不可能になっている。OVA『野望のルーツ』序盤から中盤までの舞台。
カンカラ
農業が盛んな農耕惑星。良質の作物が育てられ、薬用人参が名産物。
ギルガメス
ギルガメス連合の初代首星。百年戦争開戦後間もなく、バララントの攻撃で消滅した。
クズスク
OVA『ペールゼン・ファイルズ』に登場。メルキア情報省医療収容所がある惑星。ヨラン・ペールゼンが一時期収容される。収容所という言葉から連想されるイメージとは異なり、豊かな自然を持つ保養所といった趣がある。しかしその姿は見せかけに過ぎず、実際はイメージする以上に陰惨な環境となっており、ここに送られることは死よりも悲惨な境遇に置かれることを意味する。主に高級軍人や政治犯などが収容されており、軍上層部では誰でもその名を聞いただけで震え上がる。
ザ・コザ
ゲーム『ライトニングスラッシュ』に登場する惑星。闇バトルによってバトリングがほぼ実戦同様になっている。
ビシュティマ
ギルガメス連合の2代目首星。百年戦争中期にバララントの惑星間ミサイルで消滅。
ベヌマ
ザ・コザと同じく『ライトニングスラッシュ』に登場する惑星。中心であるボアの街ではバトリングが盛んだが、裏世界の闇バトルが横行している。
ベラボス
ギルガメス連合の惑星で、大規模な軍港がある。ここで、退役した老朽艦であるテルタインが秘密結社に強奪され、リドの素体奪取作戦に使われる。
マグダレナ
ゲーム『鋼鉄の軍勢』の舞台で、ラ・ヴァーン教を国教とする皇権政治体勢で、風雪が厳しい冬型環境の星。数度に渡ってバララントの攻撃を受け、百年戦争末期の第3次マグダレナ攻防戦において陥落し、バララント占領下に置かれたが、7217年の再戦直前に旧マグダレナ軍の急進派が組織したレジスタンスであるマグダレナ解放戦線の活躍と犠牲によって、惑星独立を勝ち取る。
マナウラ
ギルガメス連合に属する惑星。辺境に位置しているが、交易の要衝として重要な惑星であったため度々戦火に見舞われ、第4次銀河大戦においても激戦地となっている。衛星軌道上にコンプラントと呼ばれる工場群が存在し、テレビシリーズの最終話でコールドスリープに入ったキリコ・キュービィーがここで蘇生する。またマーティアルの第9セクターが存在している。OVA『赫奕たる異端』序盤の舞台。
ミヨイテ
百年戦争の激戦地となった惑星。OVA『機甲猟兵メロウリンク』における「プランバンドール・スキャンダル」が起こった惑星でもあり、第1話の舞台。終戦後にギルガメス領となり、事件に関与したとされるドックマン大尉が指揮官を務めるザキ基地が存在する。
メルキア
ギルガメス連合の現首星。連合に加盟して150年ほどという日が浅い惑星だが、AT開発の功績で一躍主星となる。百年戦争では、人口の4分の3が犠牲になったと言われる。テレビシリーズの「ウド編」、「クメン編」、OVA『ザ・ラストレッドショルダー』、『ビッグバトル』等の舞台。
ラザース
『equal ガネシス』の舞台。1万年以上前の遺跡を観光資源とする別名「神話の星」。それ以外にこれといった資源や産業はなかったが、地理上の問題から第四次銀河大戦では戦略上の重要拠点として激戦区となる。ギルガメス・バララント双方のアンドロイド兵器に自我が目覚め反乱を起こすが、原因不明のまま沈静化する。
リド
百年戦争末期、バッテンタイン中将によるパーフェクトソルジャー（PS）開発が行われていたギルガメス側の辺境の小惑星基地。バッテンタインはここで行われたPS開発計画を土台に政界に進出しようとしていたが、秘密結社によってPSの素体を奪取され、PS計画は中断せざるを得なくなり、基地も爆破されてしまう。
レクスティア
百年戦争最大の艦隊戦、レクスティア星域会戦が行われた星系。両軍合わせて十数万隻に及ぶ史上最大の艦隊決戦はギルガメスの勝利に終わる。有力な将官を数多く失ったバララントは、首星陥落に匹敵する損害を被る。
ロウムス
『ペールゼン・ファイルズ』第1話の舞台。タイバス渡河作戦では1500機のATを犠牲にしながらもギルガメス軍が勝利する。

### バララント
バララント陣営に所属する惑星や宙域の勢力。
クラビウス
豊富なヂヂリウムを産出する惑星。しかし、ヂヂリウムを産出するために軍閥同士の内戦が絶えず発生する状態となっている。政府軍のサグート・プロクロスが大統領となって各地の軍閥を平定し、ある程度の秩序を回復させたものの強引な政策に反発する人々が反政府ゲリラを組織したことで内戦そのものを終わらせることは出来なかった。実は反政府ゲリラ自体がバララント本国から送り込まれた工作員によって組織されたもので、内戦の終結を名目に軍の本隊が進駐して惑星全土を占領した。しかし、今度は進駐軍に対する反乱が勃発し、戦火が収まる見通しは全く立っていない。漫画『装甲騎兵ボトムズ CRIMSON EYES』の舞台。
バラン
バララント同盟の首星。ただし、首都機能の大半が軌道上にある小惑星ミノータスに移されている。
ミノータス
惑星バランの衛星。小惑星を改造した移動要塞になっており、バララントの首都機能の全てが存在する。
ラキュラキ
クエント付近にある辺境の惑星。バララント側の星だとみられる。

### 不可侵宙域
休戦条約や、政治、経済、宗教などを理由に両陣営が立入禁止になっている中立宙域や惑星。
アンティテーツ
不可侵宙域にある中立惑星。アストラギウス銀河最大の銀行であるアンティテーツ銀行が存在し、ギルガメス、バララント双方の外交窓口が置かれている。百年戦争の休戦条約であるアンティテーツ条約が結ばれた他、クエント事変の際には両国代表による星雲会議が開催されるなど、数多くの外交交渉が行われてきた。ちなみにアンティテーツ銀行は「たとえ法皇勅令であっても、お客様の財産の秘密を厳守する」をモットーとしており、マーティアルの法皇であっても口が出せない。
しかし、アストラギウス暦7229年8月13日の和平使節団のギルガメス側バッテンタイン元帥謀殺により、条約は白紙となり、第4次銀河大戦は再び激しくなる。これをアンティテーツ事件と呼ぶ。
クエント
アストラギウス銀河の中心部に位置し、不可侵宙域となっている砂漠の惑星。アストラギウス銀河最初の文明であるクエント文明が発達した惑星である。砂粒一つ一つに銀河の謎が秘められていると言われている。名の由来は現地の言葉で「谷の底」。優秀な傭兵であるクエント傭兵と高性能コンピューター素子であるクエント素子が有名である。地下の古代遺跡は7210年代においても稼動しており、惑星の近くで戦闘行動を行ったり、みだりに遺跡に触れたりする者を容赦なく消滅させる。7214年8月のクエント事変でワイズマンが死亡すると、ロッチナが作動させた自爆装置によって消滅する。テレビシリーズ「クエント編」の舞台。
サンサ
不可侵宙域にある不毛の惑星。バララントの補給基地があった惑星だが、3度に及ぶギルガメスとの戦いの末、草木一本生えない不毛の地となる。3度目の戦いの時にはレッドショルダー部隊が投入されている。テレビシリーズ「サンサ編」、OVA『野望のルーツ』終盤の舞台。
ジアゴノ
汎銀河的宗教結社マーティアルの総本山、聖地アレギウムがある惑星。銀河標準暦や度量衡、アストラーダ語などは全てジアゴノが起源とされている。周辺宙域はギルガメス・バララント双方の艦隊によって鉄壁のガードが敷かれている。7247年、キリコ・キュービィーがフィアナを取り戻すために聖地を襲撃する、後にアレギュウムの赫（あか）い霍乱（かくらん）と呼ばれる事件が勃発する。教団は総力を挙げてキリコの迎撃を試みるも失敗、しかも次世代の兵士と呼ばれた「ネクスタント」までもが敗北するという結果に終わる。これによりマーティアルの権威は大いに失墜した。OVA『赫奕たる異端』終盤の舞台。
ヒューラ
ギルガメス連合に属していた惑星。百年戦争末期の7211年にバララントによる爆撃で崩壊するが、ヒューラ方面軍は宇宙要塞ミューセックを拠点に軍そのものが国家として機能していた。また優秀なATの生産国としても有名。第4次銀河大戦下の7245年2月27日に軍内部においてクーデターが発生し、反乱軍側の勝利に終わっている。クーデター終結後も新政権はギルガメス連合への加盟を継続していたが、半年後に一方的にギルガメス連合からの離脱と永世中立を宣言。これに対して連合内部からの激しい反発が起こるが、兵器の輸出を条件に和解し永世中立国となる。
ファニー
ゲーム『ライトニングスラッシュ』における最終目的地。休戦時には秘密結社が開発したPSの簡易量産型であるFS（フェイシャルソルジャー）の研究拠点となったが、バララント軍に感知され、そのミサイル攻撃によって消滅する。

### 所属不明
両陣営のどちらに所属しているか不明瞭な惑星や宙域。
オロム
百年戦争の激戦地となった惑星のひとつ。OVA『ビッグバトル』に登場するラダァ・ニーバは、バララント兵士としてここで任務に就いていたがレッドショルダーの攻撃を受けて瀕死の重傷を負う。
ガレアデ
OVA『ペールゼン・ファイルズ』第2話から第9話までの舞台。豊富な鉱物資源を産出してきた惑星で、最盛期には惑星表面全体が鉱業プラントの光で銀色に輝いていたといわれている。百年戦争ではギルガメスとバララントの最前線になり、度重なる戦闘で惑星固有の自然環境は完全に破壊され、わずかな植物が残っているのみである。各地に存在する深さ数千メートルに及ぶ峡谷は、かつては海の底にある海溝だったが、海水が失われたことで地上に露出したものである。また、南北両極は極寒の氷雪地帯となっており、広大な氷原が広がっている。危ういバランスの上に気候が保たれていたが、キリコ達が前線基地内のポリマーリンゲル液タンクを爆発させたことをきっかけに、氷点下200℃のダウンバーストが南北両極に発生、惑星全体が凍り付いて居住不能になったことから放棄される。
カーティマス
『孤影再び』に登場するギャッシルマンの出身地。辺境の惑星とされるのみで詳細不明。生息動物では新しい健康法に売り出された吸血虫エウノイが有名。
ギャオワ
百年戦争の激戦地となった惑星のひとつ。
デゲン
アストラギウス銀河の辺境にある惑星。機械産業が盛んなヒュロスと、北方のエネルギー資源採掘を産業としているモラニアが惑星の覇権を巡って争っている。ヒュロスにはギルガメスが、モラニアにはバララントがそれぞれ援助を行っており、一種の代理戦争となっている。当初は国力に勝るモラニアが短期間でヒュロスを制圧すると思われたが、錬度に勝るヒュロス軍の頑強な抵抗に加え、両国の間に横たわるネス山脈が天然の防壁となって大軍の侵攻を阻むことになり、戦局は膠着状態に陥ったまま10年以上が過ぎている。小説『装甲騎兵ボトムズ コマンドフォークト』の舞台。
ヌルゲラント
『幻影篇』終盤の舞台となるクエントの双子星で、その存在はほとんど知られていなかったものの、アストラギウス暦7214年のクエント事変でクエント星が消滅したことにより明らかになった惑星。ワイズマンとクエント爆発で全滅したと思われていたクエント人達もここへ転送され、クエント人達は再び谷底に街を作り、原始生活を送っている。クエントとは乾燥した環境や、ゴモルの塔に似た転送装置や巨大機械の集積体が地下にあるなど共通性が多い。クエント消滅から約30年後、キリコ・キュービィーは死んだと思われたワイズマンと再会し、神の子と呼ばれる嬰児を託される。
パルミス
百年戦争の激戦地となった惑星のひとつ。
プラセイオス
ギルガメスの大規模な欺瞞工作であるプラセイオス作戦の舞台となった惑星。惑星そのものは百年戦争初期にバララントの攻撃で居住不能となっている。集結したバララント艦隊を巻き込んで消滅した。
モナド
『ペールゼン・ファイルズ』第10話から第12話までの舞台。古代クエント文明の遺産であるエネルギーコアを取り囲むように人工の外郭が設置されていった惑星で、所有者が変わる度に新たな外殻が取り付けられていった。バララントに制圧されてからは惑星全土が強固に要塞化され、難攻不落を誇った。百年戦争末期、ギルガメス軍はこの惑星を攻略するために動員数1億2000万にも及ぶ空前絶後の大兵力を投入する。しかし、作戦終盤にエネルギーコアが謎の暴走を起こしたことで消滅、ギルガメス、バララント両軍が全滅するという結果に終わる。